# Albert Savine
Albert Savine   (Aigüesmortes, 20 d'abril de 1859 - Boulogne-Billancourt, 6 de juny de 1927) fou un editor, traductor, escriptor i crític literari francès.

## Biografia
Mentre estudiava dret a la Universitat de Montpeller, Albert Savine s'inicià en el conreu literari i entrà en contacte amb els integrants catalans del moviment Felibritge. Va traduir al francès el poema L'Atlantide de Jacint Verdaguer, publicat a París el 1883, que prèviament havia anat publicant a la revista Le Midi littéraire, que ell mateix havia creat.
Establert a París amb la seva dona, una cubana adinerada anomenada Marie Coste, va decidir crear una editorial i publicar escriptors catalans i castellans com Narcís Oller, Fernán Caballero, Juan Eugenio Hartzenbusch i Juan Valera.
La seva mudança a París com a editor continua sent força enigmàtica: segons l'assagista Lucien Borel du Bez, Savine hauria utilitzat l'editor E. Giraud instal·lat al carrer Drouot, núm. 18, on hauria entrat com a simple lector el 1882; gràcies també als diners de la seva dona, hauria comprat el negoci el 1886, discretament i per tal de preservar la seva imatge d'«home de lletres», almenys inicialment. De fet, a partir de 1887 (amb Le Poison allemand de Charlie Robert, entre altres), la marca Albert Savine, Éditeur va aparèixer a les portades de les obres publicades. Al mateix temps, va aprofitar l'ocasió per traslladar el seu negoci al carrer Pyramides, núm. 11-12, i el va rebatejar com a La Nouvelle Librairie Parisienne. El seu lema llatí era libro lux (c. 1889).
L'orientació de Savine d'aquesta època és deliberadament antisemita: cercant reiterar l'èxit de La France juive d'Edouard Drumont publicat per Marpon & Flammarion, va publicar successivament L'Algérie juive de Georges Meynié, La Russie juive de Kalist de Wolski, Les Brigandages historique d'Auguste Chirac i La Fin d'un monde de Drumont com a part de la “Biblioteca Antisemita”, una col·lecció escandalosa amb gairebé cinquanta títols.
A més, Savine publicà naturalistes com Camille Lemonnier, Emilia Pardo Bazán o traduccions de Percy Bysshe Shelley i Giovanni Verga. Va demostrar ser un excel·lent descobridor de joves talents com René Ghil, Oscar Méténier, Jean Lorrain o Paul Margueritte. Amb diversos escàndols i, sobretot, la publicació del llibre de Numa Gilly, Mes dossiers el 1889, va haver de sotmetre's a una successió de plets i fins i tot a un període de presó. El 1896 la seva esposa va presentar el divorci, quedant parcialment arruïnada després de la independència de Cuba. La fallida de les edicions d'Albert Savine es va declarar el gener de 1897 i del fons se'n va fer càrrec de Pierre-Victor Stock, el qual l'utilitzaria per llançar la col·lecció “Biblioteca cosmopolita”. Les correspondències trobades al Mémorandum d'un éditeur de Pierre-Victor Stock revelen intercanvis acalorats, a través d'autors com Georges Darien o Léon Bloy, sobre la recompra de drets i accions.
Arruïnat, sense sou, Savine es va confinar durant una temporada a la Biblioteca Nacional i va realitzar per a l'editor parisenc Louis-Michaud una colossal obra historiogràfica que es publicà en 36 volums a la «Collection historique illustrée» (1900-1914).
Savine també va realitzar noves traduccions, principalment d'autors anglesos, en particular d'Oscar Wilde, Rudyard Kipling, Conan Doyle o Robert Stevenson. També va esdevenir membre corresponent de l'Acadèmia de Bones Lletres de Barcelona per les seves traduccions al català i al castellà. Per promoure la traducció, el 1923 va crear una associació que suposadament va promoure intercanvis entre autors francesos i estrangers.

## Obres
Alguns dels seus treballs sobre literatura occitana i catalana són:
- Les origines du Felibrige (1879)
- Philippe V et la Catalogne (1880)
- Un poète catalan du XVIIe siècle, le Recteur de Vallfogona (1880)
- Théodore Aubanel et le théatre provençal (1884)
- La renaissance de la poésie catalane (1884, introducció a la segona edició de la seva versió de L'Atlàntida)